# Lin Xiangru
Lin Xiangru (xinès: 蔺相如, pinyin: Lìn Xiāngrú) va ser un polític del període dels Regnes Combatents, que va servir a l'estat de Zhao. Ell ocupa un lloc destacat en dues històries de l'època, és a dir, l'episodi de "Retornant el Jade a Zhao", com també en la història de "Portant herba amb espines i suplicant culpa".
Lin Xiangru va néixer en algun moment del regnat de Rei Wuling de Zhao, i degut al seu intel·lecte i habilitat superiors va ascendir ràpidament en l'escalafó de la burocràcia Zhao. Per això, quan emissaris del rei de Qin van visitar la cort Zhao, exigint el He Shi Bi, un artefacte de jade molt valorat, com a tribut, Lin estava ja establert en la cort de Zhao. Ell va entendre que el Rei Xiaowen de Zhao no desitjava de deixar escapar un artefacte tan inestimable de les seves mans, i així es va oferir com a voluntari per anar a la cort de Qin amb la finalitat de persuadir al rei de no fer tal cosa.
Sent en la cort de Qin, a Lin se li va oferir 15 ciutats a canvi del He Shi Bi, però en un examen més detallat moltes d'aquestes ciutats no tenien cap valor i podien ser fàcilment recuperades per la força devastadora de Qin.